# Драганка
Драганка — річка в Україні, у Хмельницькому й Жмеринському районах Хмельницької й Вінницької областей, ліва притока Ровку (басейн Південного Бугу).

## Опис
Довжина річки 12 км. Формується з багатьох безіменних струмків та водойм. Площа басейну 51,1 км2.

## Розташування
Бере початок на південному сході від Коричинців. Тече переважно на південний захід через присілок Галузинців і біля Гармаків впадає у річку Ровок, ліву притоку Рову.